# Combiné nordique au Festival olympique d'hiver de la jeunesse européenne
Pour un article plus général, voir Festival olympique de la jeunesse européenne.
Le combiné nordique fait son apparition au Festival olympique de la jeunesse européenne en 2003 à Bled avec une épreuve individuelle masculine.
Le combiné nordique est une discipline jusqu'à présent exclusivement masculine.

## Épreuves

### Épreuves au programme
Le combiné nordique est un sport optionnel,. Les comités d'organisations décident s'il souhaite inclure ou non le combiné au programme. Le combiné nordique est entré pour la première fois entrés dans le programme Festival olympique de la jeunesse européenne en 2003.
Le nombre d'athlètes participants par pays est déterminé par le comité d'organisation en accord avec la Fédération internationale de ski. Le comité d’organisation détermine les juges des épreuves.
Les participants doivent avoir entre 14 et 18 ans mais la différence d'âge entre les participants doit être au maximum de deux ans.
| Épreuve      | 2003 | 2009 | 2011 | 2015 | Total |
| ------------ | ---- | ---- | ---- | ---- | ----- |
| Individuel H | •    | •    | •    | •    | 4     |
| Sprint H     |      | •    |      | •    | 2     |
| Équipes H    | •    | •    | •    | •    | 4     |

• = Épreuves officielles, H = Hommes,

## Résumé des compétitions

### 2003
| Épreuve                  | Or                      | Argent                  | Bronze                       |
| ------------------------ | ----------------------- | ----------------------- | ---------------------------- |
| Individuel K 90 / 7,5 km | Jason Lamy Chappuis     | Mitja Oranič            | Primož Zupan (pl)            |
| Par équipes              | Slovénie - Mitja Oranič | France - François Braud | Norvège - Rune Liberg Sannes |

### 2009
Dans le sprint, le concours de saut a été dominé par Andrzej Gąsienica (pl). Paweł Słowiok a 6,5 points de retard ce qui le fait partir 0 min 18 s après le leader. Lors de la course de fond, Pawel Słowiok et Manuel Faißt se sont retrouvés en tête dès la mi-course. Manuel Faißt remporte la course au sprint. Le podium est complété par un second allemand, Tobias Simon.
Dans le Gundersen, Mario Seidl domine le concours de saut ce qui lui octroie 1 min 32 s d'avance sur Pawel Słowiok. Lors de la course de fond, Pawel Słowiok remonte progressivement et rattrape Mario Sedl dans le dernier tour. Il le domine au sprint et remonte l'or devant l'autrichien. Adam Cieslar, troisième après le saut, remporte la médaille de bronze.
Le concours de saut de l'épreuve par équipe est dominé par la Pologne. L'équipe polonaise dispose de 33 s d'avance sur l'équipe d'Allemagne. Lors de la course de fond, l'Allemagne remonte et dépasse le relais polonais qui parvient à conserver la médaille d'argent. La Slovénie termine troisième.
| Épreuve          | Or                       | Argent                  | Bronze                   |
| ---------------- | ------------------------ | ----------------------- | ------------------------ |
| Sprint 3,75 km   | Manuel Faißt             | Paweł Słowiok           | Tobias Simon             |
| Gundersen 7,5 km | Paweł Słowiok            | Mario Seidl             | Adam Cieślar             |
| Par équipes      | Allemagne - Manuel Faißt | Pologne - Paweł Słowiok | Slovénie - Nace Sinkovec |

### 2011
| Épreuve                    | Or                       | Argent                  | Bronze                  |
| -------------------------- | ------------------------ | ----------------------- | ----------------------- |
| Individuel HS 100 / 7,5 km | David Welde              | Jani Peltola            | Mads Kristoffer Waaler  |
| Par équipes                | Autriche - Philipp Orter | Allemagne - David Welde | Finlande - Jani Peltola |

### 2015
Le saut de l'épreuve de 10 km est dominé par le français Lilian Vaxelaire qui a réalisé 100 m,. Il devance de Vid Vrhrovnik et Constantin Schnurr. Willi Hengelhaupt, Samuel Mraz et Risto Raudberg suivent à 4 s. Lors de la course de fond, l'Allemand Willi Hengelhaupt mène le groupe de tête avant d’accélérer à mi-course pour remporter la course. Il s'impose devant le Finlandais Severi Taipale et Samuel Mraz qui était dans le groupe de tête termine troisième.
Lors de l'épreuve par équipes, l'Allemagne domine le concours de saut,. l'équipe d’Allemagne dispose de 23 s sur l'équipe de France et 55 s sur la Slovénie,. L'équipe d'Autriche est sixième avec un handicap d'une minute quinze. L'équipe d'Autriche remonte progressivement. Dans le troisième tour, l'autrichien Samuel Mraz a rattrapé l'allemand Tim Kopp en tête. Dans le dernier tour, Mika Vermeulen lâche Willi Hengelhaupt qui avait remporté le 10 km. L'Autriche s'impose avec trois secondes d'avance sur l'Allemagne.
Lors du saut de l'épreuve de 5 km est dominé par l'Allemand Willi Hengelhaupt, vainqueur de la précédente épreuve individuelle. Samuel Mraz est troisième à 27 s. Lors du départ de la course de ski de fond, Risto Raudberg est disqualifié pour départ anticipé. Willi Hengelhaupt fait course en tête et s'impose avec 36 s 4,. Il s'impose devant l'Autrichien Samuel Mraz. Le Français Théo Rochat, meilleur fondeur de l'épreuve, remonte à la troisième place.
| Épreuve                  | Or                        | Or            | Argent                        | Argent        | Bronze               | Bronze        |
| ------------------------ | ------------------------- | ------------- | ----------------------------- | ------------- | -------------------- | ------------- |
| Gundersen NH HS108/10 km | Willi Hengelhaupt         | 27 min 17 s 4 | Severi Taipale                | 27 min 30 s 4 | Samuel Mraz          | 27 min 34 s 5 |
| Gundersen NH HS108/5 km  | Willi Hengelhaupt         | 13 min 40 s 9 | Samuel Mraz                   | 14 min 17 s 3 | Théo Rochat          | 14 min 25 s 4 |
| Par équipes HS108/4 × 5  | Autriche - Mika Vermeulen | 56 min 37 s 3 | Allemagne - Willi Hengelhaupt | 56 min 40 s 6 | France - Théo Rochat | 57 min 50 s 7 |

## Palmarès

### Individuel
| Édition | Or                  | Argent         | Bronze                 |
| ------- | ------------------- | -------------- | ---------------------- |
| 2003    | Jason Lamy Chappuis | Mitja Oranič   | Primož Zupan (pl)      |
| 2009    | Paweł Słowiok       | Mario Seidl    | Adam Cieślar           |
| 2011    | David Welde         | Jani Peltola   | Mads Kristoffer Waaler |
| 2015    | Willi Hengelhaupt   | Severi Taipale | Samuel Mraz (de)       |

### Sprint
| Édition | Or                | Argent        | Bronze       |
| ------- | ----------------- | ------------- | ------------ |
| 2009    | Manuel Faißt      | Paweł Słowiok | Tobias Simon |
| 2015    | Willi Hengelhaupt | Samuel Mraz   | Théo Rochat  |

### Relais
| Édition | Or                                                               | Argent                                                                     | Bronze                                                            |
| ------- | ---------------------------------------------------------------- | -------------------------------------------------------------------------- | ----------------------------------------------------------------- |
| 2003    | Slovénie Rok Rozman (en) Primož Zupan (pl) Mitja Oranič          | France Benjamin Lizon au Cire Jason Lamy Chappuis François Braud           | Norvège Thomas Kjelbotn Joakim Klaussen Aakvik Rune Liberg Sannes |
| 2009    | Allemagne Tobias Simon Otto Schall Manuel Faißt                  | Pologne Adam Cieślar Andrzej Gąsienica (pl) Paweł Słowiok                  | Slovénie Leon Pivk Alen Turjak Nace Sinkovec                      |
| 2011    | Autriche Paul Gerstgraser Philipp Orter                          | Allemagne Jakob Lange David Welde                                          | Finlande Ilkka Herola Jani Peltola                                |
| 2015    | Autriche Daniel Rieder Philipp Kuttin Samuel Mraz Mika Vermeulen | Allemagne Constantin Schnurr Benedikt Schwaiger Tim Kopp Willi Hengelhaupt | France Yann Laheurte Brice Ottonello Lilian Vaxelaire Théo Rochat |

## Tableau des médailles
| Rang  | Nation    | Or | Argent | Bronze | Total |
| ----- | --------- | -- | ------ | ------ | ----- |
| 1     | Allemagne | 5  | 2      | 1      | 8     |
| 2     | Autriche  | 2  | 2      | 1      | 5     |
| 3     | Pologne   | 1  | 2      | 1      | 4     |
| 4     | Slovénie  | 1  | 1      | 2      | 4     |
| 4     | France    | 1  | 1      | 2      | 4     |
| 6     | Finlande  | 0  | 2      | 1      | 3     |
| 7     | Norvège   | 0  | 0      | 2      | 2     |
| Total | Total     | 10 | 10     | 10     | 30    |